# Andes
Dãy Andes (Quechua: Anti(s)) là dãy núi dài nhất thế giới, gồm một chuỗi núi liên tục chạy dọc theo bờ tây lục địa Nam Mỹ. Dãy Andes dài hơn 7000 km, và có chỗ rộng đến 500 km (khoảng từ 18° đến 20° vĩ độ nam). Dãy Andes có chiều cao trung bình khoảng 6000 m.
Dãy Andes về cơ bản bao gồm 2 dãy núi lớn: Cordillera Oriental và dãy Cordillera Occidental, cách nhau bởi một bình nguyên hẹp thấp hơn. Xen vào đó là các dãy núi nhỏ tách ra ra từ hai bên hông của hai dãy núi lớn.
Dãy Cordillera de la Costa là trường hợp điển hình, xuất phát từ cực nam của châu Mĩ và chạy theo hướng bắc-nam, song song với bờ biển. Miền nam rặng núi này bị biển lấn vào, tạo ra một số hải đảo. Khi nhập vào đất liền thì Cordillera de la Costa tạo nên ranh giới phía tây của thung lũng lớn của Chile. Về phía bắc, dãy núi duyên hải này tiếp tục bằng một số dãy núi nhỏ, có khi chỉ là rặng đồi lẻ dọc theo bờ Thái Bình Dương cho đến tận Venezuela, tạo ra một thung lũng dài dọc suốt sườn tây của dãy Cordillera Occidental.
Dãy Andes trải dài qua 7 quốc gia: Argentina, Bolivia, Chile, Colombia, Ecuador, Peru và Venezuela. Trong số đó một vài quốc gia được mệnh danh là "Những xứ Andes".
Tên Andes vốn từ chữ anti tiếng Quechua có nghĩa là đỉnh cao.
Dãy Andes là dãy núi cao nhất bên ngoài châu Á với đỉnh cao nhất Aconcagua cao đến 6.962 m trên mực nước biển. Đỉnh núi Chimborazo (núi lửa) thuộc Ecuador là cao điểm trên mặt đất xa nhất nếu tính từ trung tâm địa cầu vì vị trí của núi ở trên đai "phình" xích đạo. Dãy Andes không cao như Himalaya nhưng dài gấp đôi Himalaya.

## Địa lý

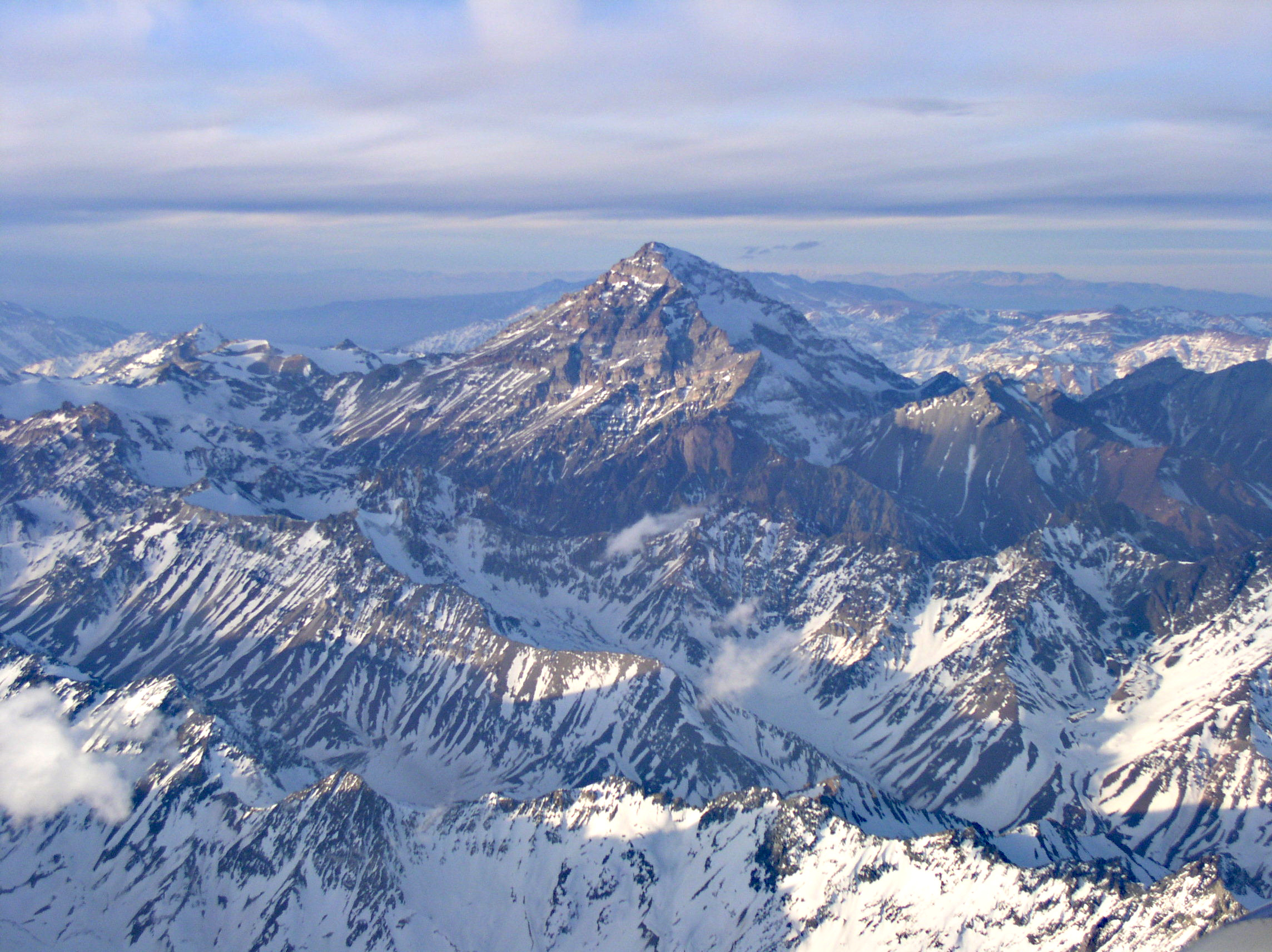
Ảnh hàng không khu vực Aconcagua.

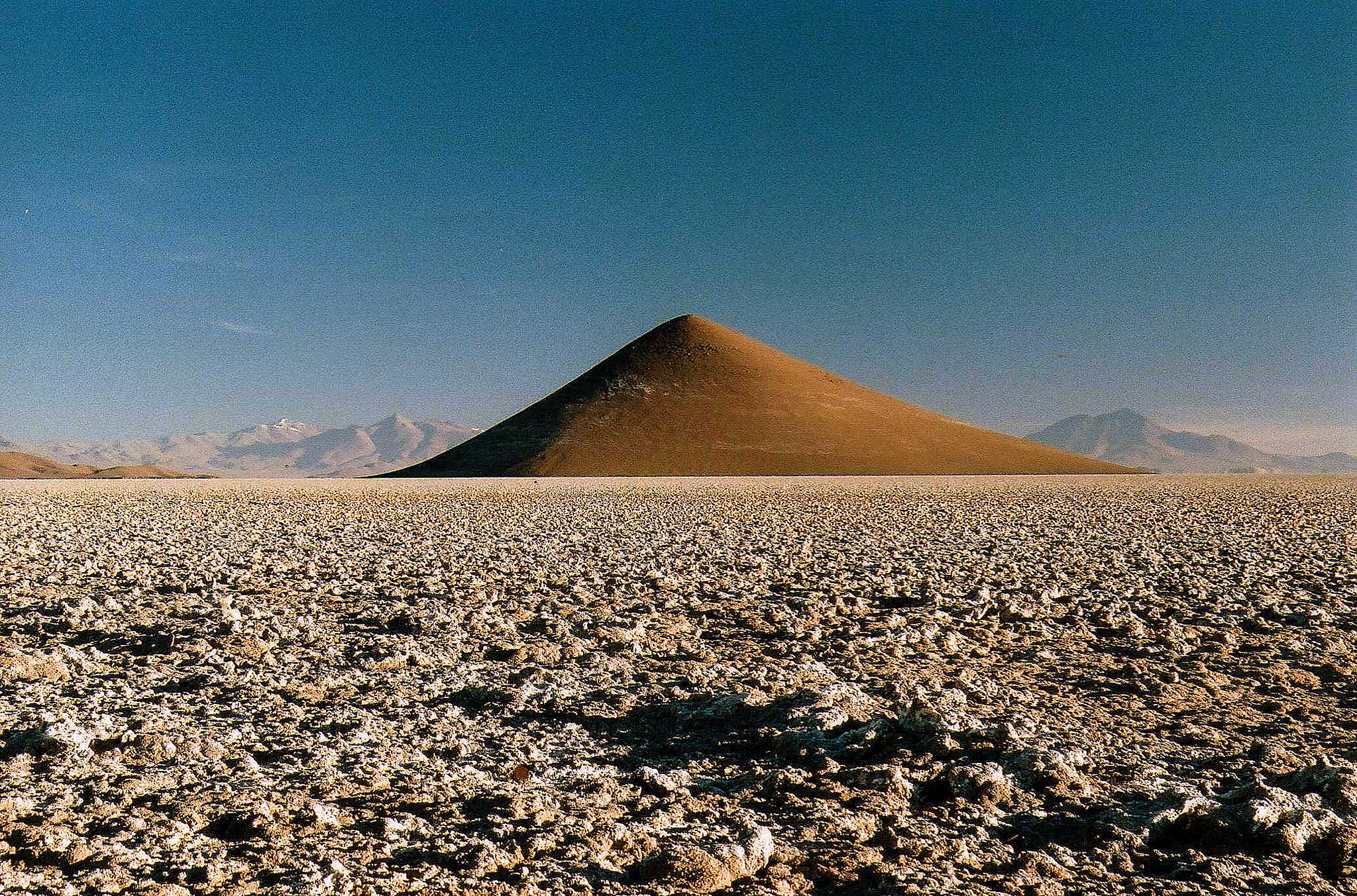
Côn de Ảita, Salta (Argentina).

Andes có thể được chia thành 3 khu vực:
1. Nam Andes (phía nam của Llullaillaco) ở Argentina và Chile;
2. Trung Andes ở Ecuador, Peru và Bolivia
3. Bắc Andes (phía bắc của Nudo de Pasto) ở Venezuela và Colombia gồm 3 dải chạy song song nhau, phía tây, trung và đông.

Ở phần phía bắc Andes, dãy núi tách biệt Sierra Nevada de Santa Marta thường được xem là một phần của Andes. Dải phía đông này thuộc Colombia là dải duy nhất kéo dài đến Venezuela. Dải Andes rộng khoảng 200 km (124 mi) trên suốt chiều dài của nó, trừ đoạn qua Bolivi có bề rộng lên đến 640 kilômét (398 mi). Các đảo của Hà Lan trong vùng Caribe như Aruba, Bonaire, và Curaçao, từ lâu đã được cho là các đỉnh bị nhấn chìm của đầu múc phía bắc của dải Andes, nhưng các nghiên cứu địa chất hiện tại chỉ ra rằng các cấu trúc đơn giản như vậy không phù hợp với rãnh kiến tạo phức tạp giữa hai mảng Nam Mỹ và Carribe.

## Địa chất

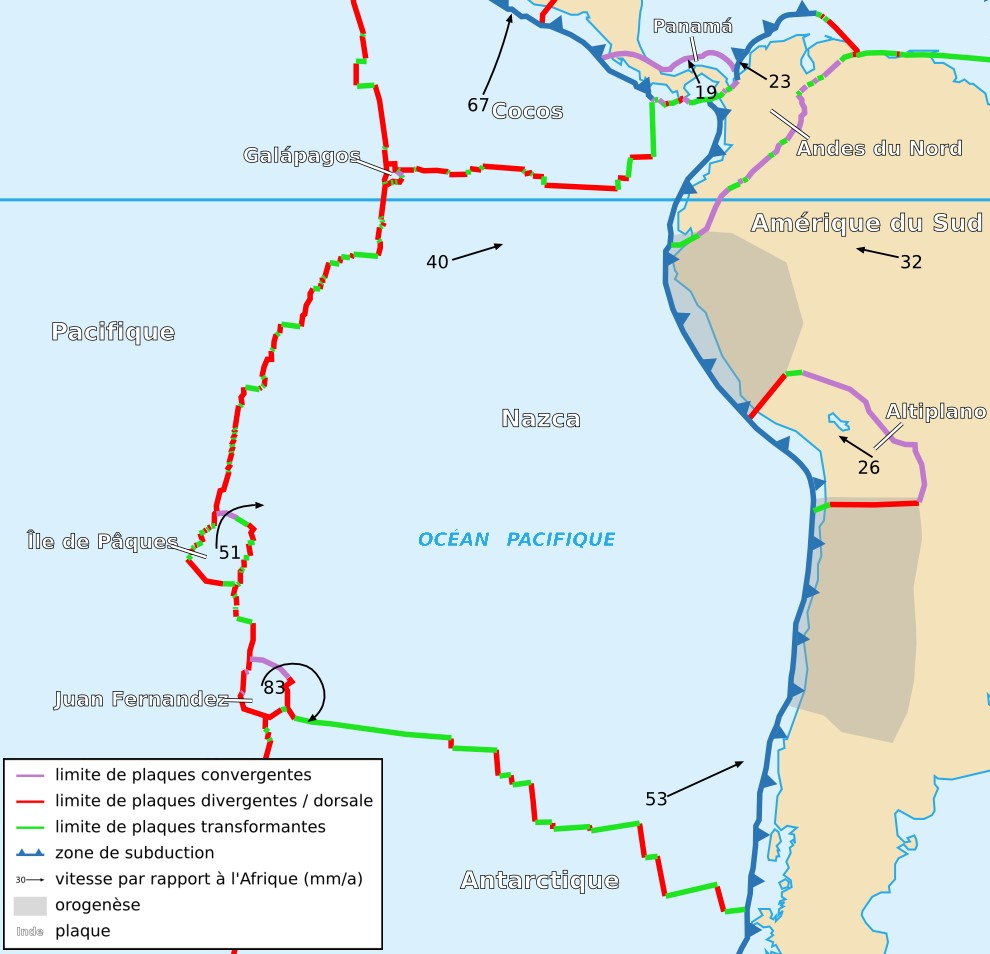
Mảng Nacaz và mảng Nam Cực (bên trái) bị hút chìm dưới mảng Nam Mỹ (bên phải)

Andes là một đai tạo núi hình thành trong Đại Trung Sinh – Đệ Tam dọc theo vành đai lửa Thái Bình Dương. Andes là kết quả của quá trình kiến tạo khi vỏ đại dương của mảng Nazca và Nam Cực bị hút chìm bên dưới mảng Nam Mỹ. Về phía đông, dải Andes có ranh giới với các bồn trầm tích như Orinoco, Amazon Basin, Madre de Dios và Gran Chaco, các cấu trúc này chia cách Andes với các khiên nền cổ ở phía đông Nam Mỹ. Ở phía nam, Andes có ranh giới với thềm Patagonia trước đây. Ở phía tây, Andes kết thúc tại Thái Bình Dương, mặc dù rãnh Peru-Chile có thể được xem là giới hạn tận cùng phía tây của nó. Về mặt địa lý, Andes được xem là có ranh giới phía tây của nó là các vùng đất thấp ven biển và các địa hình ít phân dị.

### Kiến tạo sơn
Rìa phía tây của mảng Nam Mỹ từng là nơi có nhiều giai đoạn kiến tạo sơn tiền Andes ít nhất là trong Proterozoic muộn và Paleozoic sớm, trong khi một số địa hình thềm và các vi tiểu lục địa đã va chạm nhau và bị tách ra cùng với các nền cổ của miền đông Nam Mỹ, sau đó phần Nam Mỹ thuộc Gondwana.
Sự hình thành dải Andes hiện đại đã bắt đầu bằng các sự kiện trong kỷ Trias khi siêu lục địa Pangea bắt đầu tan vỡ và sự trôi dạt bắt đầu diễn ra. Các sự kiện này vẫn tiếp tục trong kỷ Jura. Trong suốt kỷ Creta Andes bắt đầu đã hình thành nên hình dạng ngày nay do hoạt động nâng kiến tạo, hình thành đứt gãy và uốn nếp trên các đá trầm tích và đá biến chất của các khiên nền cổ ở phía đông. Sự nâng lên của Andes diễn ra không liên tục và các khu vực khác nhau chịu lực kiến tạo khác nhau, có tốc độ nâng và bóc mòn khác nhau.
Các lực kiến tạo trên đới hút chìm dọc theo toàn bộ bờ biển phía tây của Nam Mỹ nơi mảng Nazca và một phần của mảng Nam Cực đang trượt bên dưới mảng Nam Mỹ và quá trình kiến tạo núi này vẫn đang tiếp diễn nên gây ra nhiều trận động đất lớn nhỏ và hoạt động núi lửa ngày nay. Ở đầu tận cùng phía nam, một đứt gãy biến dạng chia cách Tierra del Fuego với mảng nhỏ hơn là mảng Scotia.

### Hoạt động núi lửa

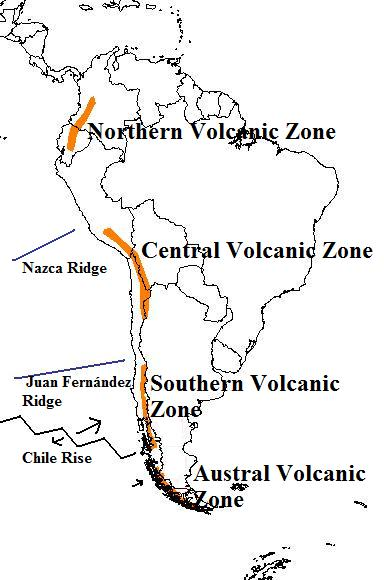
Các cung núi lửa của Andes(màu vàng)

Hoạt động núi lửa tại Andes là kết quả của sự hút chìm của mảng Nazca và mảng Nam Cực bên dưới mảng Nam Mỹ. Dải Andes có nhiều núi lửa đang hoạt động, gồm 4 khu vực tách biệt nhau xem kẽ với các khu vực không có hoạt động núi lửa. Các núi lửa ở đây đa dạng về phương thức hoạt động, sản phẩm và hình thái. Ngoài việc có sự khác biệt về các đới núi lửa còn có những khác biệt đáng kể bên trong đới và thậm chí giữa các núi lửa lân cận. Mặc dù có vị trí kiểu núi lửa calc-alkalic và núi lửa ở vị trí hút chìm, đai núi lửa Andes có môi trường núi lửa kiến tạo hình thành trên phạm vi rộng lớn như hệ thống rift và các đới căng giãn, đứt gãy chuyển dạng, hút chìm của các sống núi giữa đại dương và các dãi núi lửa dưới đáy biển ngăn cách với một dải lớn trên bề dày của vỏ Trái Đất và các đường đi lên của mácma, và mức độ đồng hóa của vỏ Trái Đất khác nhau.

### Tích tụ quặng và đá evaporit
Dải núi Andes sở hữu các mỏ quặng và muối và một số mỏ nằm ở phía đông của đai uốn nếp có vai trò như các bẫy có thể khai thác hydrocarbon thương mại. Về phía đất liền của sa mạc Atacama, một đới khoáng hóa đồng porphyr lớn nhất đã làm cho Chile và Peru trở thành các nhà sản xuất đồng lớn thứ nhất và thứ 2 trên thế giới. Đồng porphyr ở các sườn phía tây của Andes sinh ra từ nhiệt dịch trong quá trình nguội lạnh mácma xâm nhập hoặc núi lửa. Khoáng hóa porphyr tiếp tục được hỗ trợ bởi khí hậu khô làm cho chúng nằm ngoài các hoạt động phân bố của nước khí quyển. Khí hậu khô ở miền trung-tây Andes cũng dẫn đến sự hình thành các tích tụ muối natri nitrat trên phạm vi rộng mà đã và đang được khai thác rộng rãi cho đến khi con người phát hiện ra nitrat tổng hợp. Một kết quả khác do khí hậu khô là các hồ khô Atacama và Uyuni, hồ thứ nhất là một nguồn cung cấp lithi lớn nhất ngày nay và hồ thứ 2 là nguồn dự trữ kim loại này lớn nhất trên thế giới. Hoạt động mácma xâm nhập Mesozoic sớm và Neogene ở Bolivias Cordillera Central đã hình thành các vành khoáng thiếc ở Bolivia cũng như mỏ thiếc nổi tiếng thế giới Cerro Rico de Potosí mà hiện nay đã cạn kiệt.

## Khí hậu và thủy văn

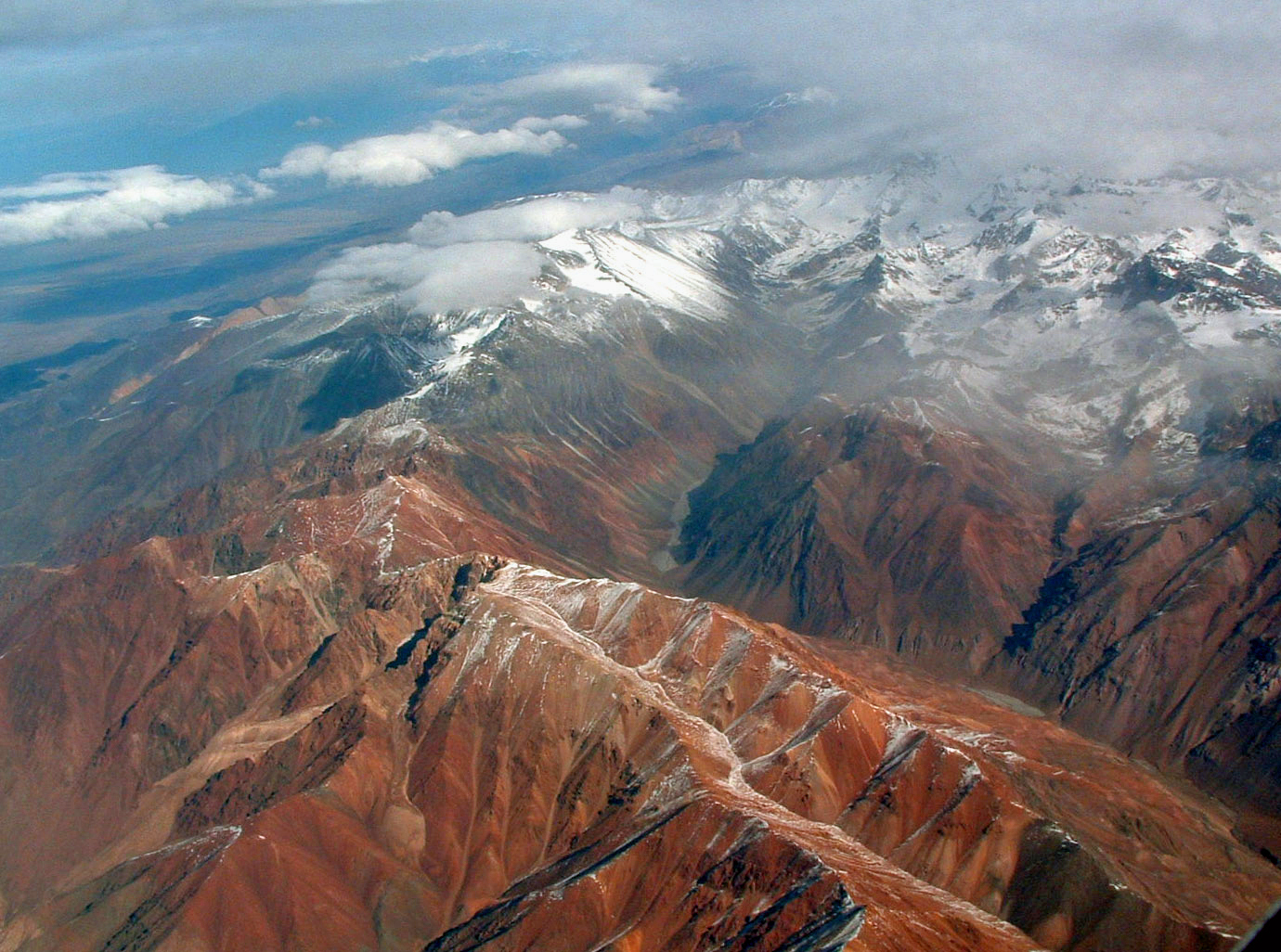
Trung Andes

Khí hậu ở Andes thay đổi lớn tùy theo độ vĩ độ, độ cao và khoảng cách đến biển. Nhiệt độ, áp suất khí quyển và độ ẩm giảm ở những độ cao lớn hơn. Đoạn phía nam đặc trưng bởi mưa và lạnh, trung Andes thì khô. Trong khi đó bắc Andes thì đặc trưng bởi mưa và ấm với nhiệt độ trung bình 18 °C (64 °F) ở Colombia. Khí hậu có thể thay đổi đáng kể trong một khoảng cách ngắn. Rừng mưa tồn tại chỉ cách khu vực đỉnh Cotopaxi bị tuyết bao phủ chỉ vào dặm. Các núi chịu ảnh hưởng lớn về nhiệt độ của các khu vực xung quanh. Đường ranh tuyết phụ thuộc vào vị trí, nó nằm ở độ cao giữa 4.500 và 4.800 m (14.800–15.800 ft) ở khu vực thuộc Ecuadoria, Colombia, Venezuela, và bắc Peru, đến độ cao 4.800–5.200 m (15.800–17.060 ft) ở các khu vực khô hơn thuộc miền nam Nam Peru đến miền nam Nam Chile khoảng 30° Nam, sau đó giảm xuống 4.500 m (14.760 ft) thuộc Aconcagua ở 32°Nam, 2.000 m (6.600 ft) ở 40°Nam, 500 m (1.640 ft) ở 50°Nam, và chỉ 300 m (980 ft) thuộc Tierra del Fuego ở 55°Nam; từ 50°Nam, nhiều sông băng lớn hơn trải dài xuống mực nước biển.
Andes thuộc Chile và Argentina có thể được chia thành 2 khu vực khí hậu và các vùng sông băng; Andes khô và Andes ướt. Vì Andes khô kéo dài từ các vĩ độ thuộc sa mạc Atacama đến khu vực thuộc sông Maule, giáng thủy rải rác và có sự dao động mạnh về nhiệt độ. Đường cân bằng có thể dao động mạnh theo các chu kỳ ngắn, để lại toàn bộ sông băng trong khu vực bị tan chảy hoặc trong khu vực đóng băng.
Ở vùng cao của Andes thuộc trung Chile và tỉnh Mendoza, các sông băng đá lớn hơn và phổ biến hơn sông băng thường; điều này là do chúng tiếp xúc nhiều với bức xạ mặt trời.
Mặc dù giáng thủy tăng theo độ cao, cũng có khu vực bán khô cằn ở độ cao gần 7000 m nằm chót vót trên các đỉnh của Andes. Khí hậu thảo nguyên khô này được xem là điển hình của khí hậu cận nhiệt đới ở vĩ độ 32-34°N. Dù vậy ở cacd9a11y thung lũng không phát triển cây thân gỗ mà chỉ có các cây bụi lùn. Các sông băng lớn như sông băng Plomo và Horcones thậm chí không đạt đến chiều dài 10 km và có bề dày không đáng kể. Tuy nhiên, trong thời kỳ băng hà cách đây 20.000 năm, các sông băng từng dài hơn gấm 10 lần hiện tại. Ở phía đông của đoạn núi Andes thuộc Mendozina, chúng chảy xuống đến cao độ 2060 m và ở phía tây đến cao độ 1220 m. Các khối núi Cerro Aconcagua (6962 m), Cerro Tupungato (6550 m) và Nevado Juncal (6110 m) nằm cách xa nhau hàng chục km và được liên kết với nhau bởi các mạng sông băng. Mạng nhánh của mạng sông băng, như các hợp phần của thung lũng sông băng, đã kéo dài 112.5 km, dày hơn 1020 m, và kéo dài theo chiều thẳng đứng 5150 m. Đường ranh sông băng (climatic glacier snowline) hiện đã bị hạ thấp từ 4600 m xuống 3200 m vào thời gian băng hà.

## Hệ thực vật
Andes cắt qua nhiều khu vực sinh thái thực vật và tự nhiên kéo dài từ Venezuela thuộc Caribbe đến khu vực Cape Horn lạnh, gió và ẩm ướt băng qua sa mạc cực kỳ khô hạn. Rừng mưa bao bọc nhiều khu vực của miền bắc Andes nhưng hiện tại đã suy giảm, đặc biệt ở Chocó và các thung lũng nội Andes ở Colombia. Phần đối diện trực tiếp của các sườn Andes ẩm là các sườn Andes tương đối khô ở hầu hết miền tây của Peru, Chile và Argentina. Dọc theo một số Interandean Valles, chúng đặc trưng bởi các rừng cây rụng lá, cây bụi và xeric, kéo dài đến tận cùng trong các sườn núi gần sa mạc Atacama không có sự sống.
Có khoảng 30.000 loài thực vật có mạch sống trong Andes với gần phân nửa là loài đặc hữu của vùng này, vượt lên trên bất kỳ điểm nóng đa dạng sinh học khác. Loài cây nhỏ Cinchona pubescens là nguồn cung cấp quinine, một chất được dùng để điều trị bệnh sốt rét, được tìm thấy khắp nơi ở Andes kéo dài đến tận phía nam của Bolivia. Các loài nông sản quan trọng khác có xuất xứ từ Andes như là thuốc lá và khoai tây. Các rừng cây Polylepis ở độ cao lớn được tìm thấy ở một số khu vực của Andes thuộc Colombia, Ecuador, Peru, Bolivia và Chile. Các cây này, địa phương gọi là Queñua, Yagual và nhiều tên khác, có thể được tìm thấy ở các cao độ 4.500 m (14.760 ft) trên mực nước biển. Vẫn là điều chưa rõ ràng rằng liệu sự phân bố loang lổ của những rừng cây này là tự nhiên hay là kết quả của quá trình phá rừng bắt đầu trong suốt thời kỳ Inca. Bất kể điều đó, sự phá rừng trong thời kỳ hiện đã tăng tốc, và các loài cây này hiện được xem là có nguy cơ tuyệt chủng cao, với khoảng ít nhất là 10% các loại rừng cây gỗ nguyên thủy còn tồn tại.

## Hệ động vật

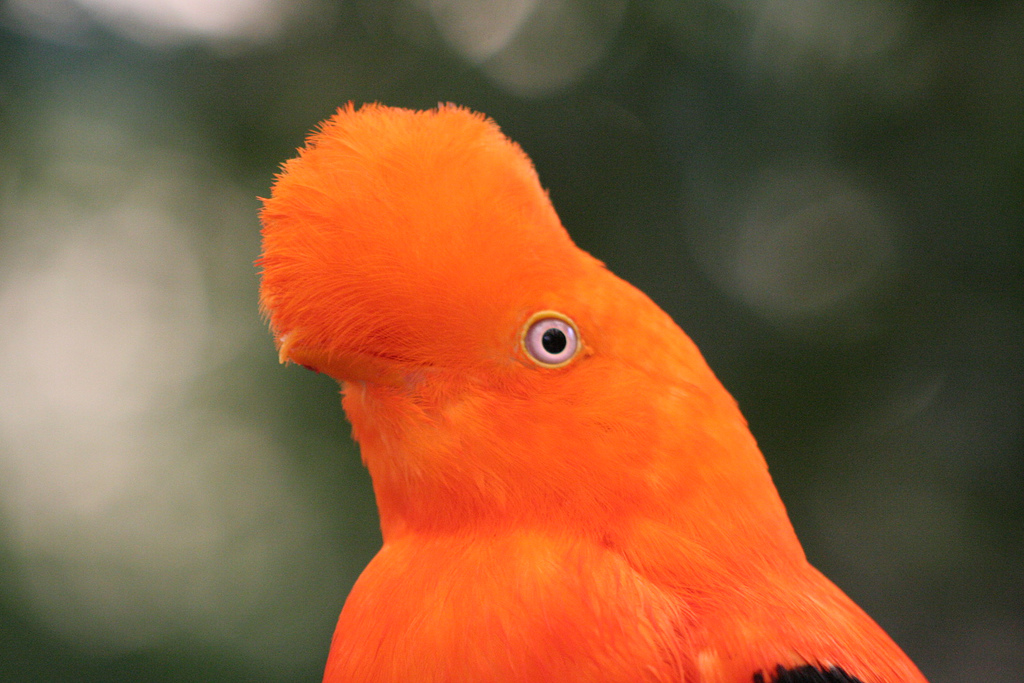
Chim trống Rupicola peruvianus, một loài được tìm thấy ở các rừng Andes ẩm.

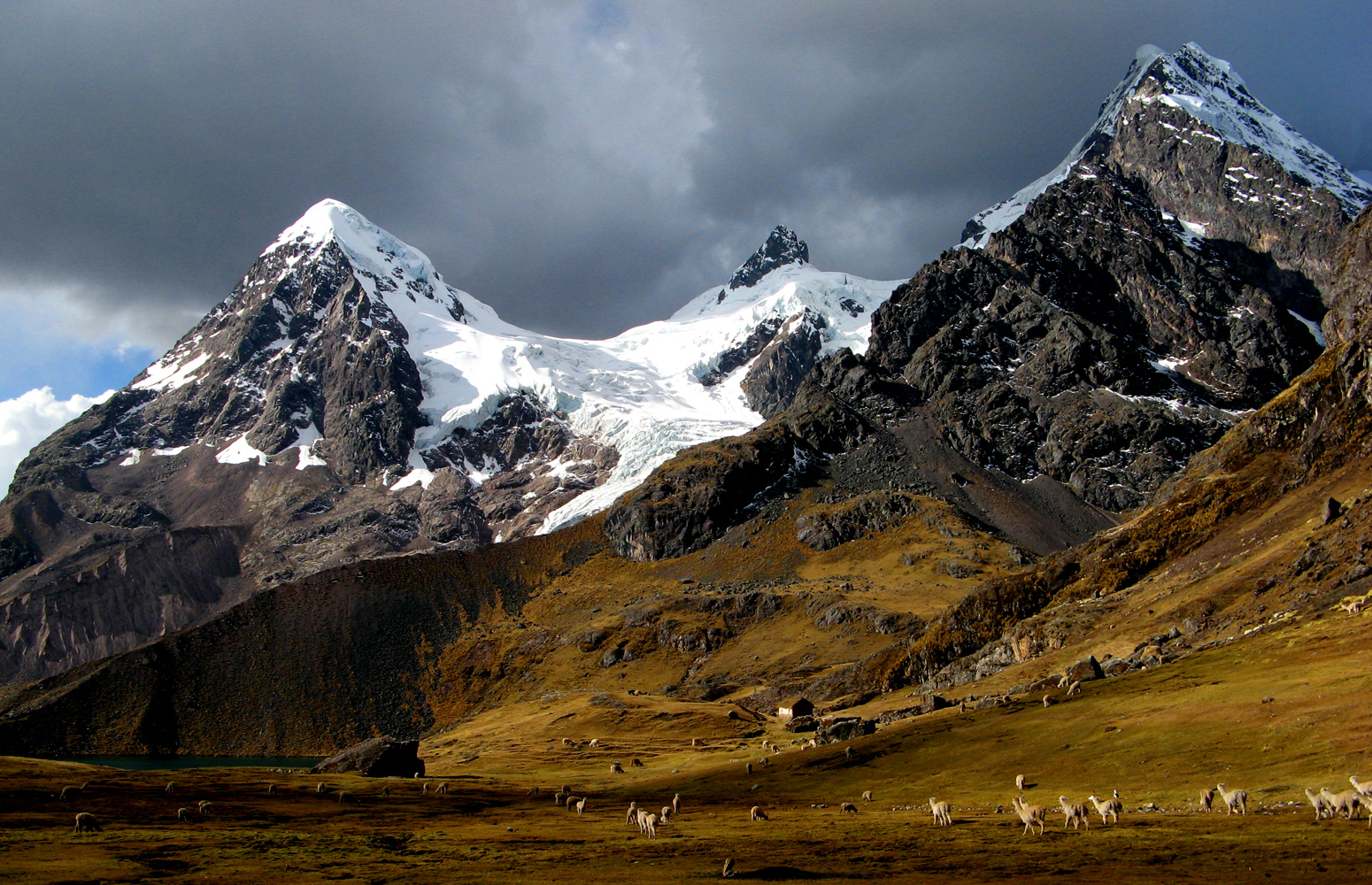
Đàn lạc đà Alpaca trên sườn núi Ausangate.

Hệ động vật của Andes rất phong phú với khoảng 3.500 loài trong đó gần 2/3 là loài đặc hữu, đặc biệt Andes là môi trường sống quan trọng nhất của các loài lưỡng cư trên thế giới.
Andes có gần 600 loài thú (13% là đặc hữu), hơn 1.700 loài chim (khoảng 1/3 là đặc hữu), hơn 600 loài bò sát (khoảng 45% là đặc hữu), và khoảng 400 loài cá (khoảng 1/3 là đặc hữu).
Lạc đà Vicuña và lạc đà Guanaco có thể tìm thấy chúng sống ở Altiplano, trong khi các loài đã được thuần hóa có quan hệ họ hàng gần với chúng là Llama và Alpaca được chăn thả theo địa phương ở dạng đàn và được nuôi để lấy thịt và len. Các loài chinchilla sống về đêm, hai trong số các loài bị đe dọa tuyệt chủng trong bộ Gặm nhấm, sống ở các khu vực núi cao của Andes. Thần ưng Andes, loài chim lớn nhất ở Tây Bán Cầu, có mặt khắp Andes nhưng nhìn chung có mật độ rất thấp. Các loài động vật khác được tìm thấy ở các môi trường tương đối mở của các vùng cao thuộc Andes như hươu nai Hippocamelus, báo sư tử, cáo trong chi Pseudalopex, và đối với chim, một số loài tinamou (đặc biệt là chi Nothoprocta), Andean Goose, Giant Coot, flamingo (có quan hệ mật thiết với các hồ siêu mặn), Lesser Rhea, Andean Flicker, Diademed Sandpiper-plover, Geositta, Phrygilus và Diuca.
Hồ Titicaca là nơi sinh sống của nhiều loài đặc hữu, trong số đó chim lặn rollandia microptera và ếch telmatobius culeus bị đe dọa cao nhất. Một vài loài chim ruồi, nổi trội như Oreotrochilus, có thể bắt gặp ở các độ cao hơn 4.000 m (13.100 ft), nhưng sự đa dạng sinh học cao hơn có thể được tìm thấy ở các độ cao thấp hơn, đặc biệt trong các khu rừng Andes ẩm ("cloud forest") phát triển trên các sườn núi thuộc Colombia, Ecuador, Peru, Bolivia và xa về miền đông bắc Argentina. Các loại rừng này rất phong phú về hệ động-thực vật, mặc dù một vài loài thú lớn tồn tại, trừ các loài lợn vòi núi, gấu mặt ngắn Andes và khỉ đuôi vàng Oreonax flavicauda bị đe dọa tuyệt chủng.
Chim ở các khu rừng Andes ẩm gồm Andigena, Trogonidae và Rupicola peruvianus, trong khi các đàn chim nhiều loài chiếm chủ yếu là Thraupidae và Furnariidae thường xuất hiện - trái ngược với một số loài chim biết hót như các loài có cơ quan phát ra âm thanh đặc trưng là hồng tước, Rhinocryptidae và chim trèo cây.
Nhiều loài như Cinclodes aricomae và Leptasthenura xenothoraxl có quan hệ với Polylepis cũng bị đe dọa tuyệt chủng.

## Các đỉnh núi thuộc dãy Andes
Dưới đây là một số đỉnh núi chủ yếu của dãy Andes đi qua các quốc gia:

### Argentina

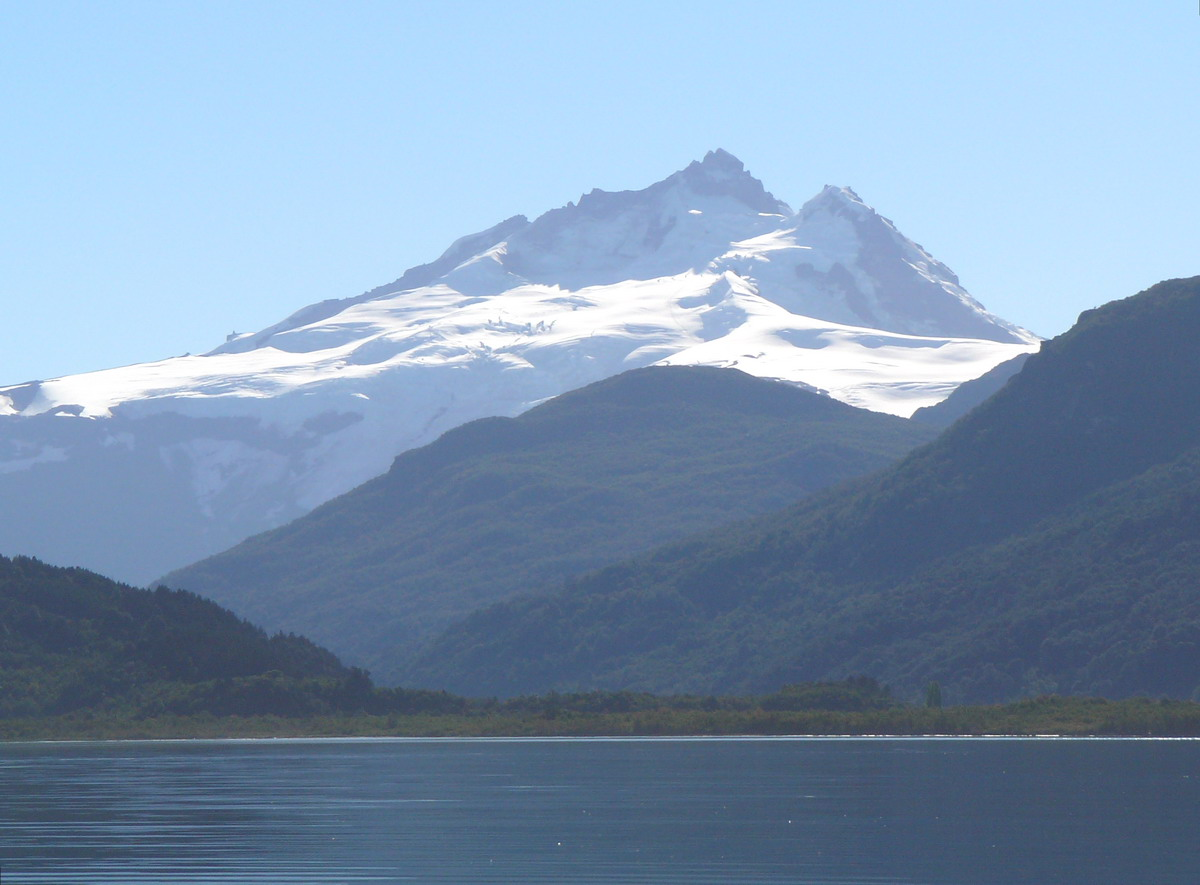
Cerro Tronador, Argentina

- Aconcagua, 6.962 m (22.841 ft)
- Cerro Bonete, 6.759 m (22.175 ft)  (not 6.872 m)
- Galán, 5.912 m (19.396 ft)  (not 6.600 m)
- Mercedario, 6.720 m (22.047 ft)
- Pissis, 6.795 m (22.293 ft)  (not 6.882 m)

### Giữa Argentina và Chile
- Cerro Bayo, 5.401 m (17.720 ft)

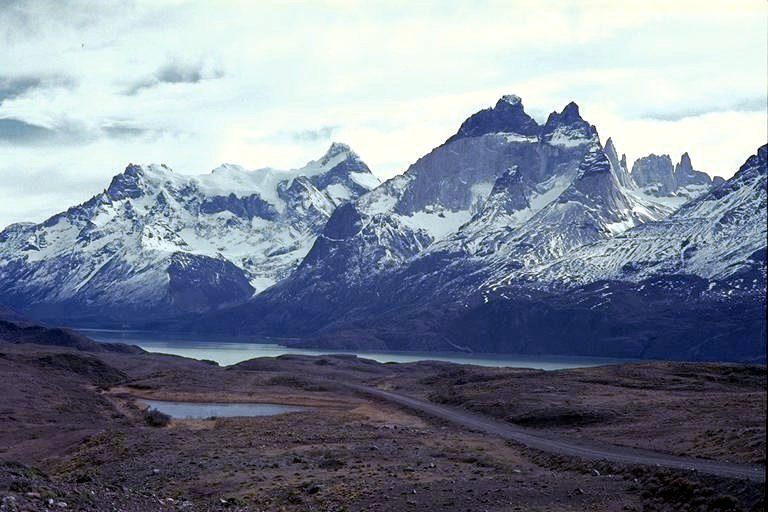
Torres del Paine, Chile

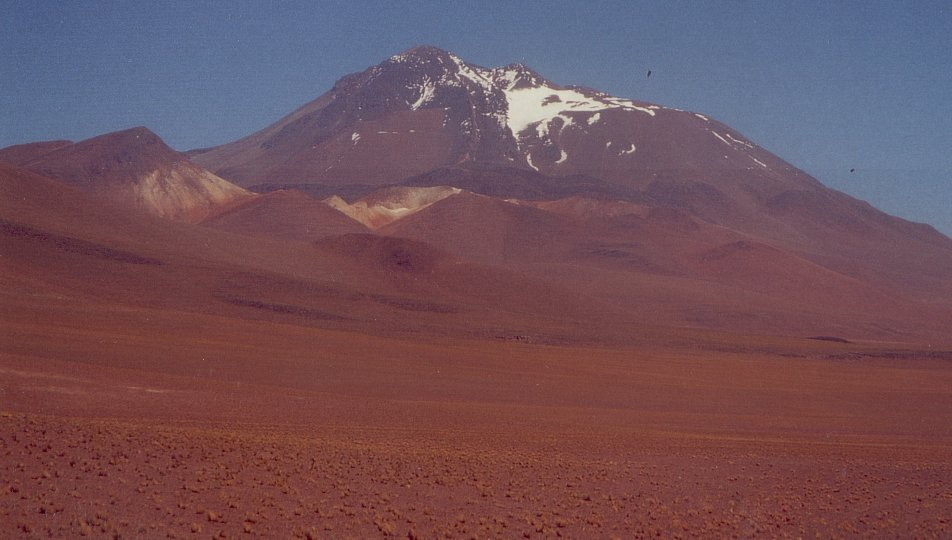
Llullaillaco, Chile/Argentina

- Cerro Chaltén, 3.375 m (11.073 ft) or 3.405 m, Patagonia, also known as Cerro Fitz Roy
- Cerro Escorial, 5.447 m (17.871 ft)
- Cordón del Azufre, 5.463 m (17.923 ft)
- Falso Azufre, 5.890 m (19.324 ft)
- Incahuasi, 6.620 m (21.719 ft)
- Lastarria, 5.697 m (18.691 ft)
- Llullaillaco, 6.739 m (22.110 ft)
- Maipo, 5.264 m (17.270 ft)
- Marmolejo, 6.110 m (20.046 ft)
- Ojos del Salado, 6.893 m (22.615 ft)
- Olca, 5.407 m (17.740 ft)
- Sierra Nevada de Lagunas Bravas, 6.127 m (20.102 ft)
- Socompa, 6.051 m (19.852 ft)
- Nevado Tres Cruces, 6.749 m (south summit) (III Region)
- Tronador, 3.491 m (11.453 ft)
- Tupungato, 6.570 m (21.555 ft)
- Nacimiento, 6.492 m (21.299 ft)

### Bolivia
- Ancohuma, 6.427 m (21.086 ft)
- Cabaray, 5.860 m (19.226 ft)
- Chacaltaya, 5.421 m (17.785 ft)

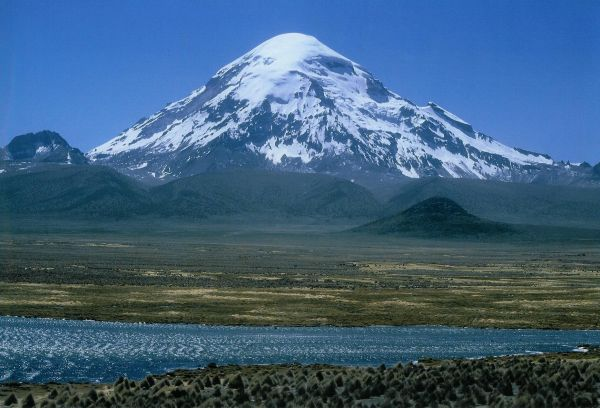
Sajama
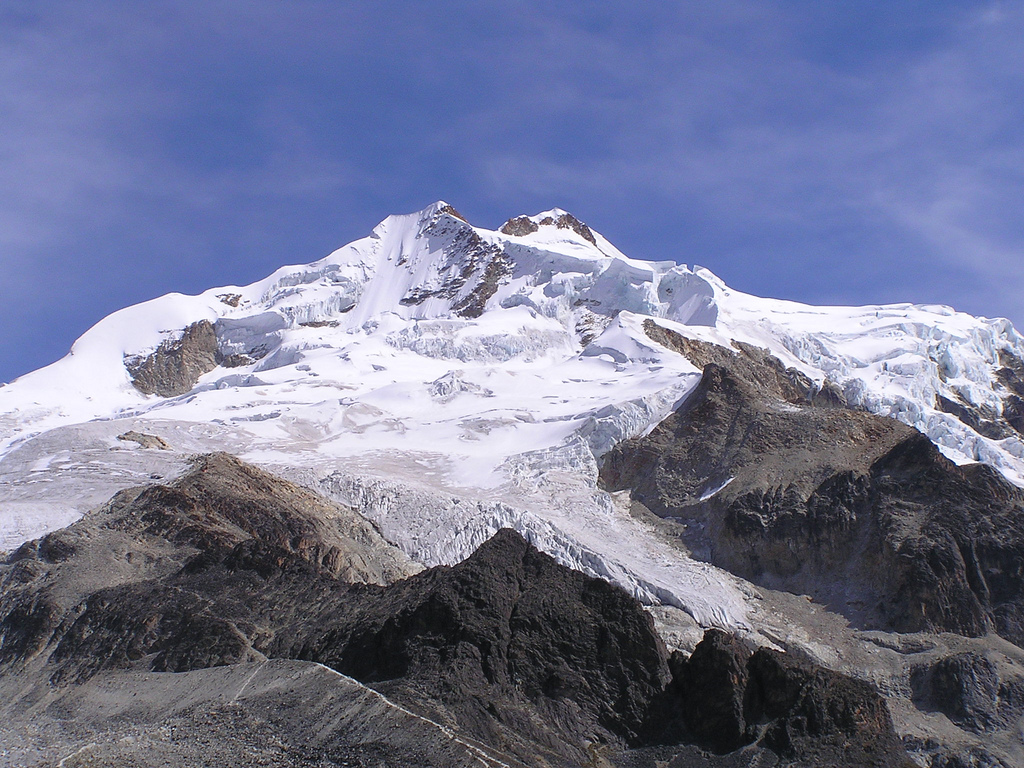
Huayna Potosí, 6.088 m (19.974 ft)
- Illampu, 6.368 m (20.892 ft)
- Illimani, 6.438 m (21.122 ft)
- Macizo de Larancagua, 5.520 m (18.110 ft)
- Macizo de Pacuni, 5.400 m (17.720 ft)
- Nevado Anallajsi, 5.750 m (18.865 ft)
- Nevado Sajama, 6.542 m (21.463 ft)
- Patilla Pata, 5.300 m (17.390 ft)
- Tata Sabaya, 5.430 m (17.815 ft)

- Sajama
- Huayna Potosí

### Giữa Bolivia và Chile
- Acotango, 6.052 m (19.856 ft)
- Cerro Minchincha, 5.305 m (17.405 ft)
- Irruputuncu, 5.163 m (16.939 ft)
- Licancabur, 5.920 m (19.423 ft)
- Olca, 5.407 m (17.740 ft)
- Parinacota, 6.348 m (20.827 ft)
- Paruma, 5.420 m (17.782 ft)
- Pomerape, 6.282 m (20.610 ft)

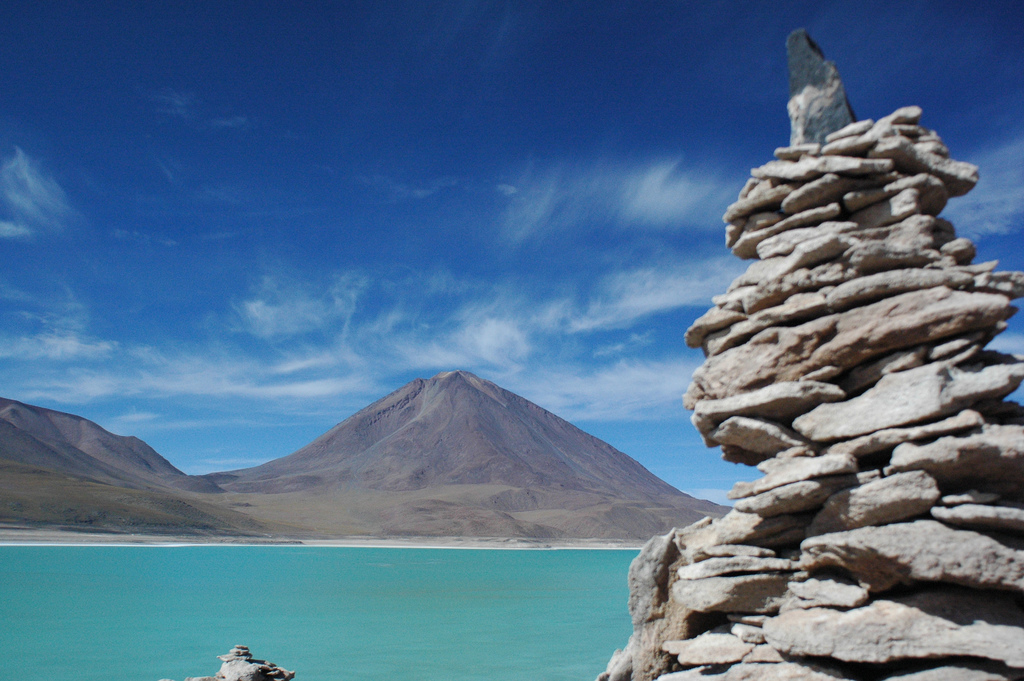
Licancabur, Bolivia/Chile
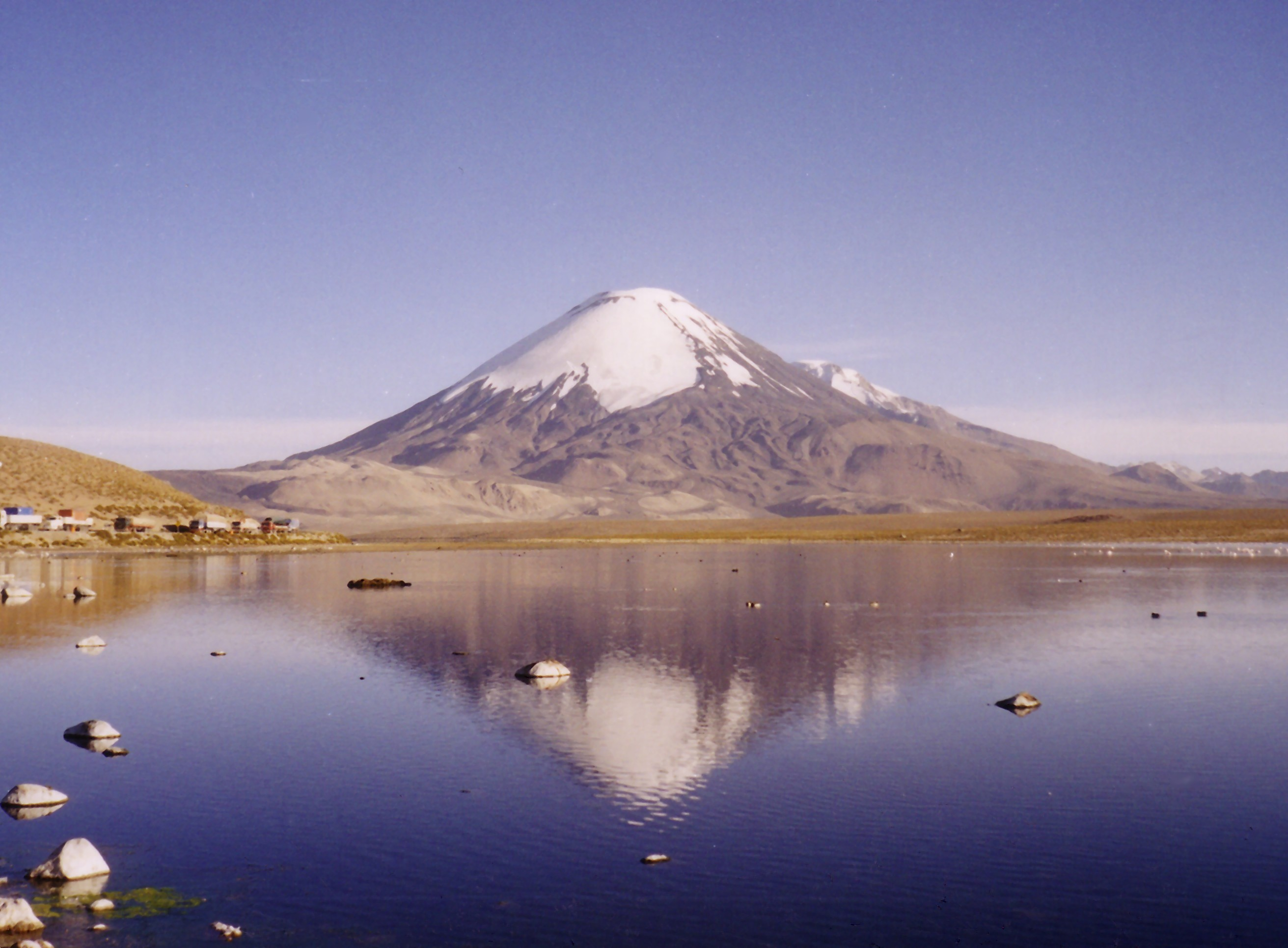
Parinacota

### Chile
See also List of mountains in Chile
- Monte San Valentin, 4.058 m (13.314 ft) (Patagonia)
- Cerro Paine Grande, c.2.750 m (9.022 ft) (Patagonia) (not 3.050 m)
- Cerro Macá, c.2.300 m (7.546 ft) (Patagonia) (not 3.050 m)
- Monte Darwin, c.2.500 m (8.202 ft) (Patagonia)
- Volcan Hudson, c.1.900 m (6.234 ft) (Patagonia)
- Cerro Castillo Dynevor, c.1.100 m (3.609 ft) (Patagonia)
- Mount Tarn, c.825 m (2.707 ft) (Patagonia)

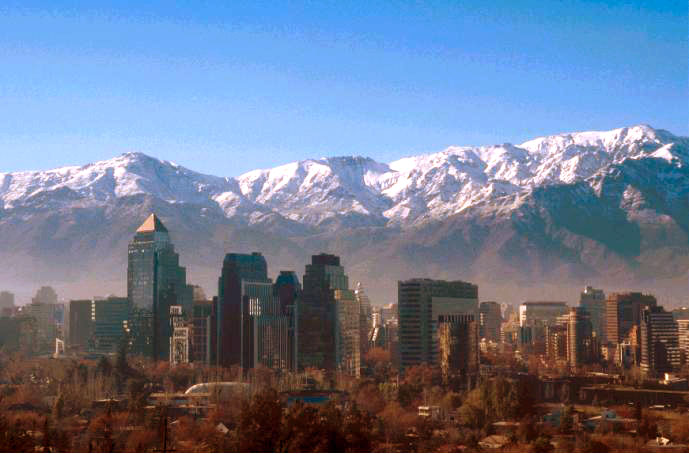
Santiago de Chile on the western slopes of a snowcapped Andes
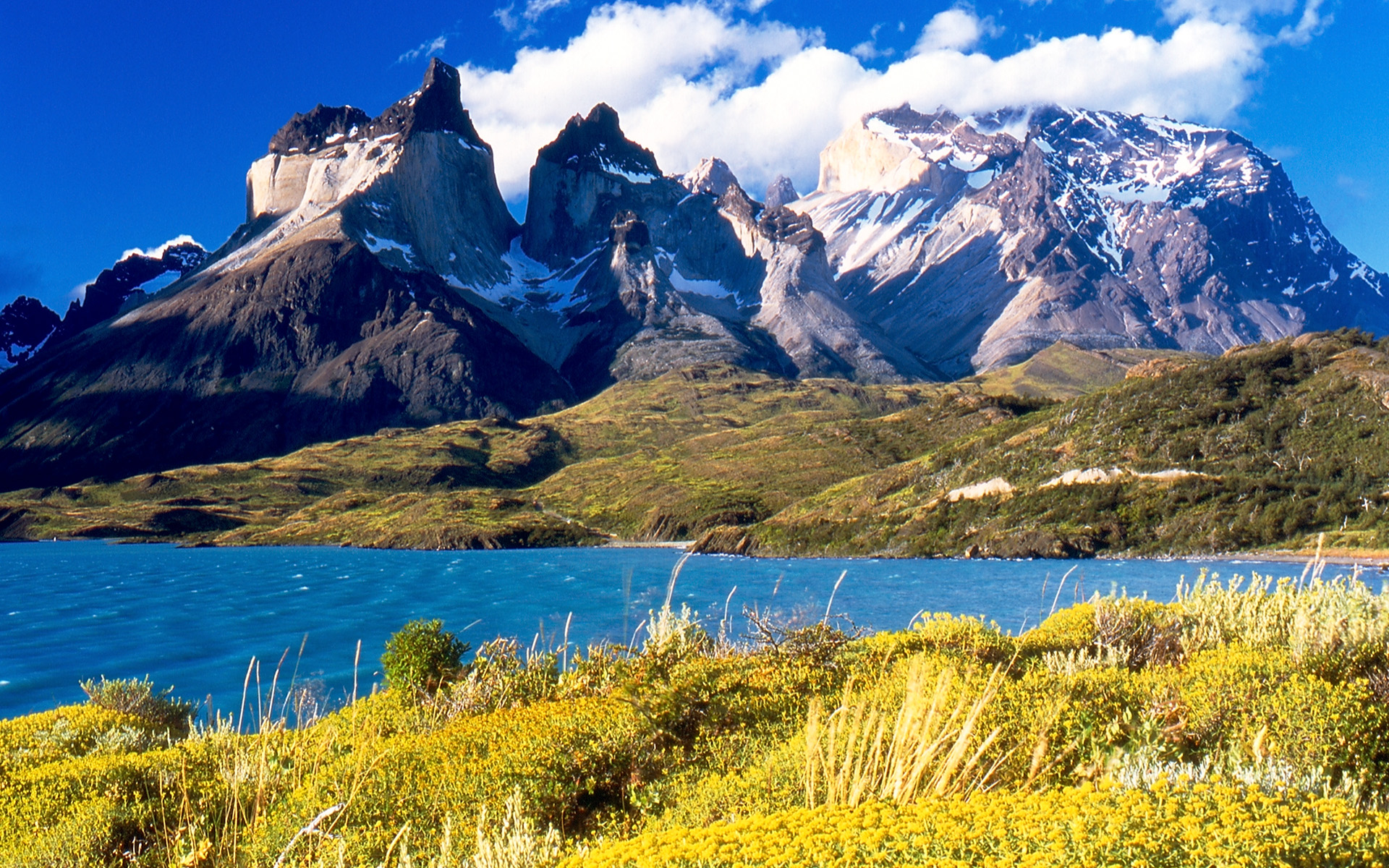
View of Cuernos del Paine in Torres del Paine National Park

### Colombia
- Volcán Galeras, 4.276 m (14.029 ft)
- Nevado del Huila, 5.365 m (17.602 ft)
- Nevado del Ruiz, 5.321 m (17.457 ft)
- Nevado de Santa Isabel  4.965 m (16.347 ft)
- Nevado del Tolima 5.220 m (17.151 ft)
- Sierra Nevada del Cocuy 5.410 m (17.899 ft)
- Volcán Puracé 4.650 m (15.307 ft)
- Nevado del Quindío 4.760 (15.740 ft)

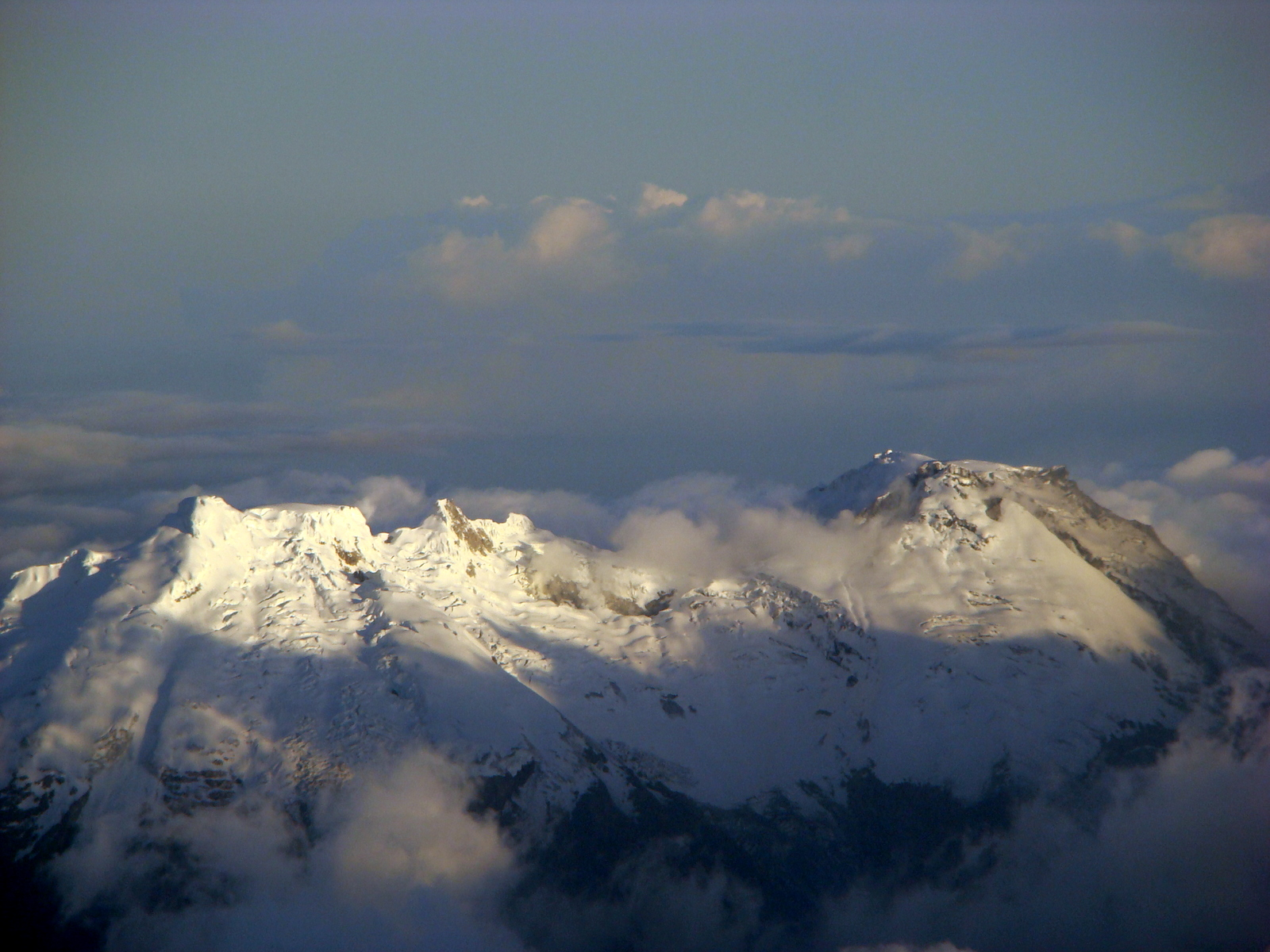
Nevado del Huila
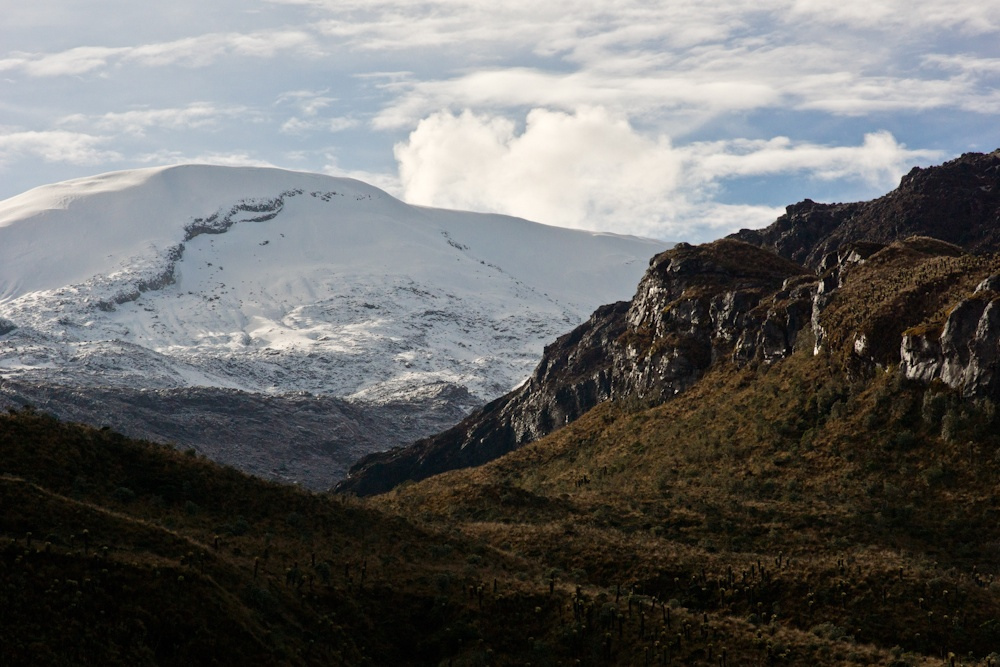
Nevado del Ruiz
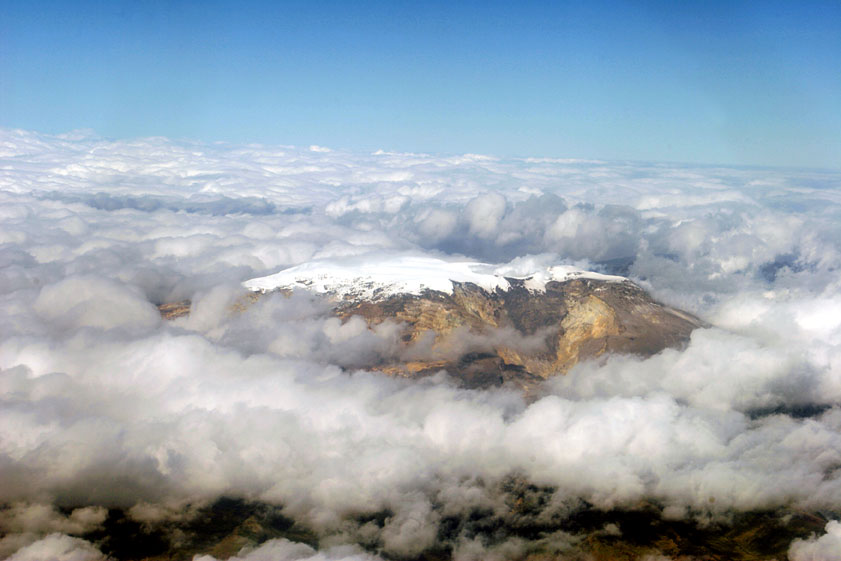
Nevado de Santa Isabel
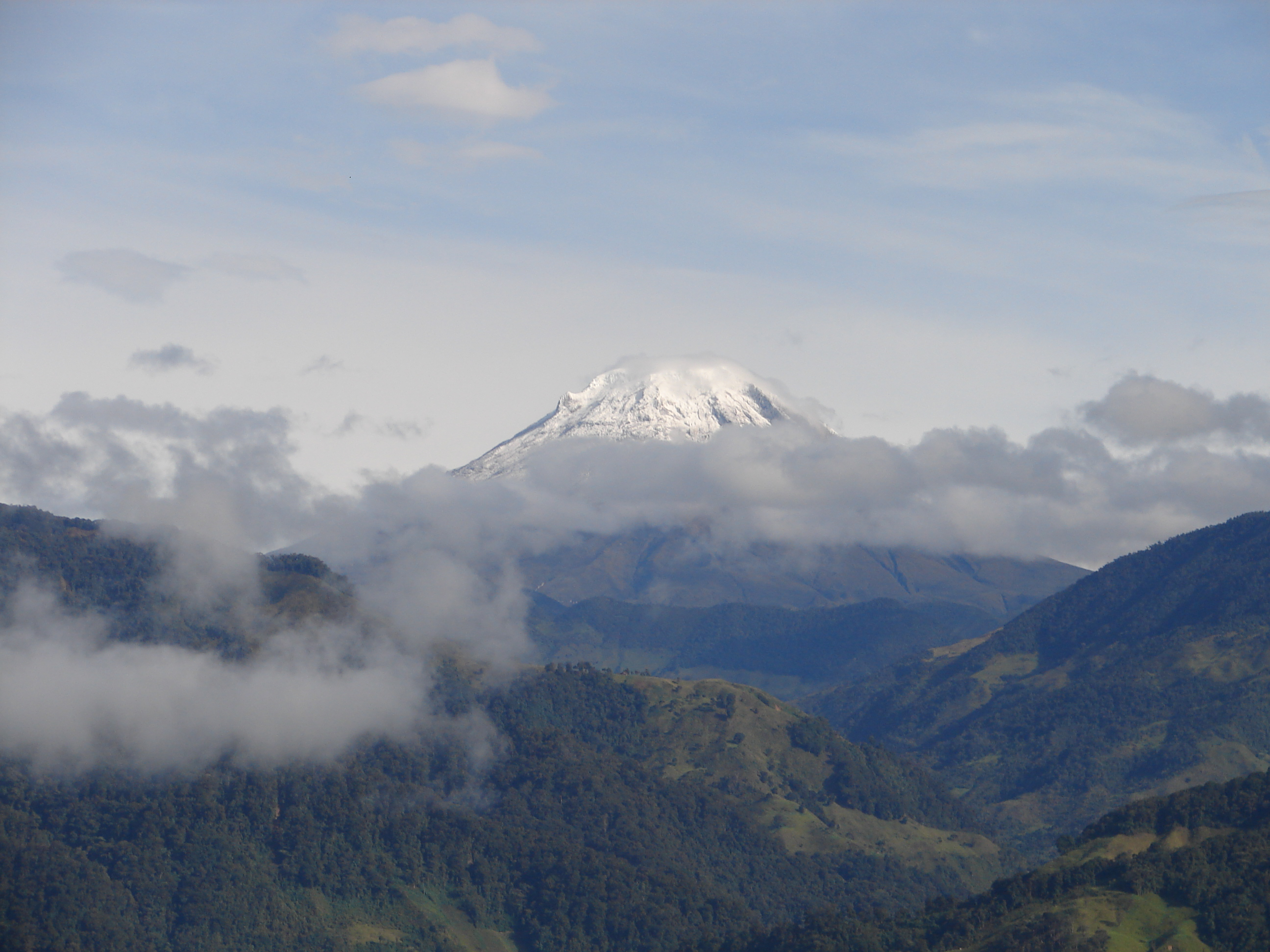
Nevado del Tolima
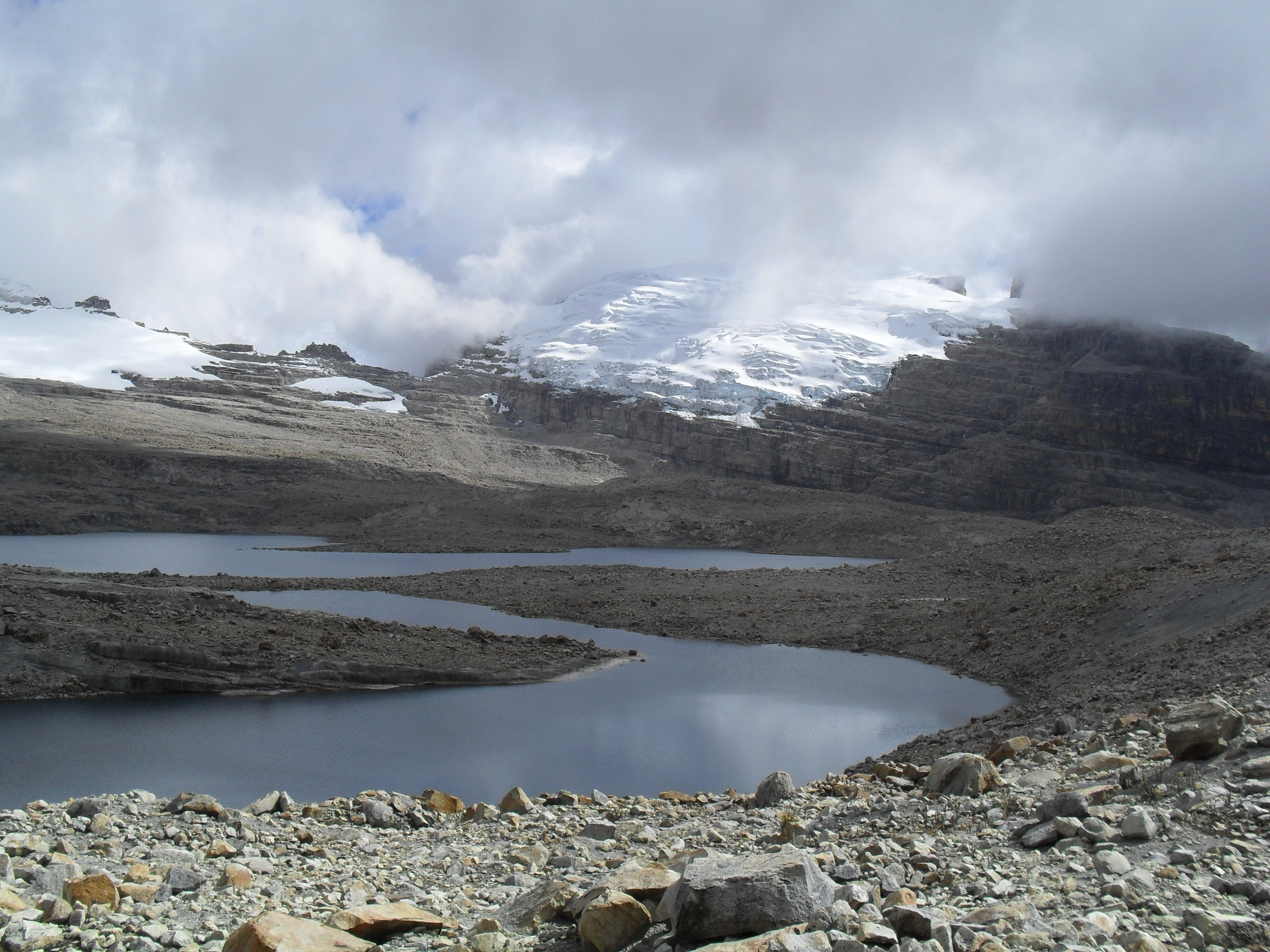
Sierra Nevada del Cocuy
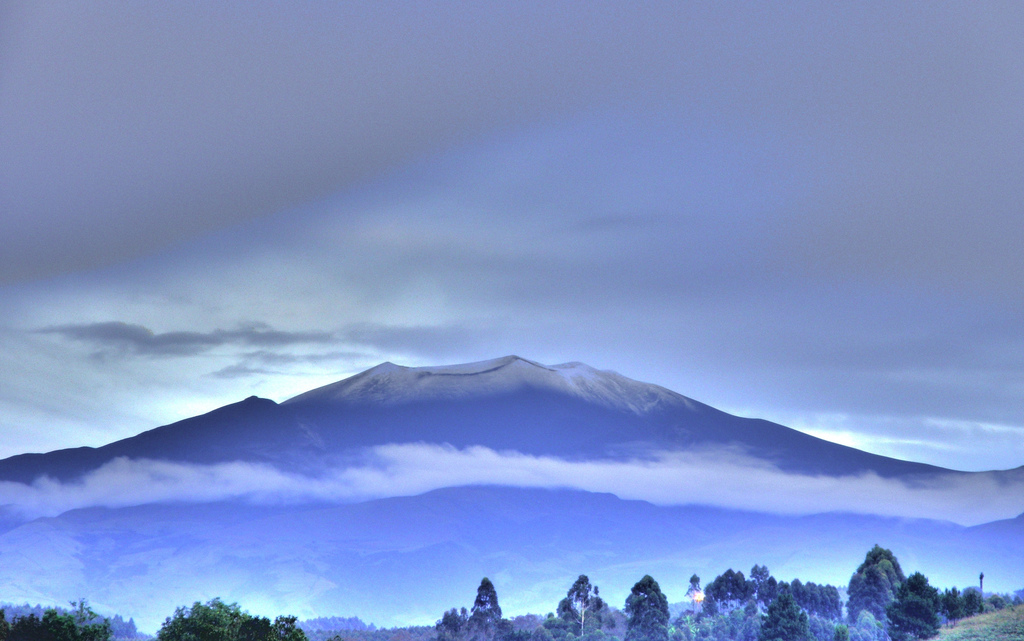
Volcán Puracé

### Ecuador
- Antisana, 5.753 m (18.875 ft)
- Cayambe, 5.790 m (18.996 ft)
- Chimborazo, 6.268 m (20.564 ft)
- Corazón, 4.790 m (15.715 ft)
- Cotopaxi, 5.897 m (19.347 ft)
- El Altar, 5.320 m (17.454 ft)
- Illiniza, 5.248 m (17.218 ft)
- Pichincha, 4.784 m (15.696 ft)
- Quilotoa, 3.914 m (12.841 ft)
- Reventador, 3.562 m (11.686 ft)
- Sangay, 5.230 m (17.159 ft)
- Tungurahua, 5.023 m (16.480 ft)

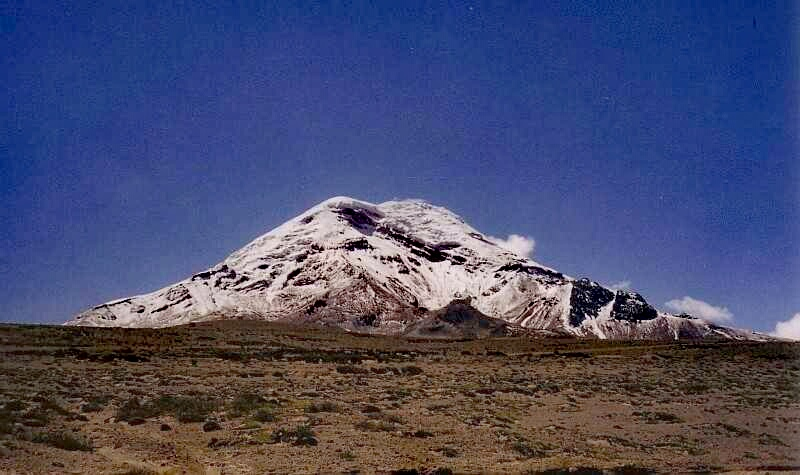
Chimborazo, Ecuador

### Peru

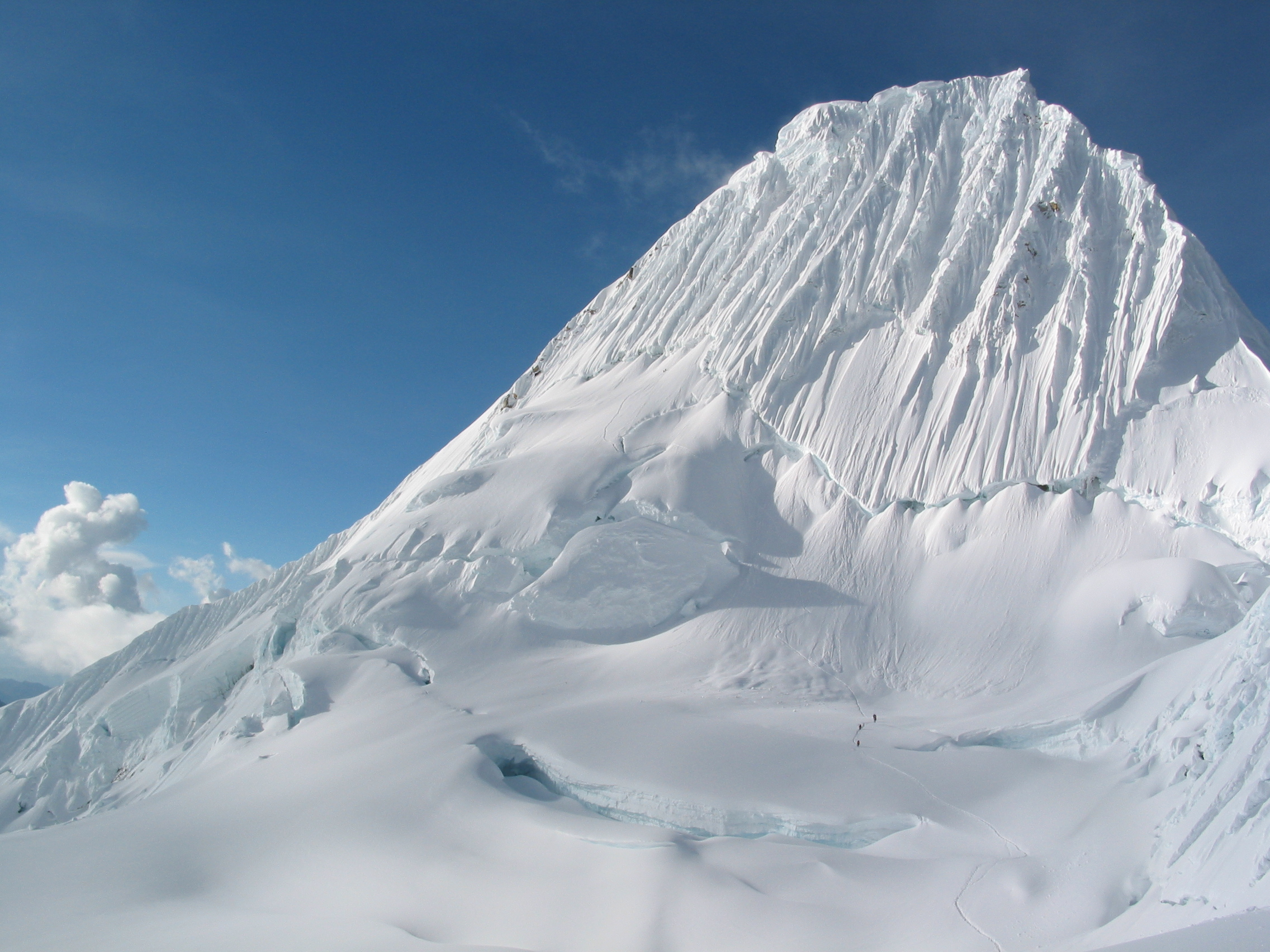
Alpamayo, 5.947 m (19.511 ft)
- Artesonraju, 6.025 m (19.767 ft)
- Carnicero, 5.960 m (19.554 ft)
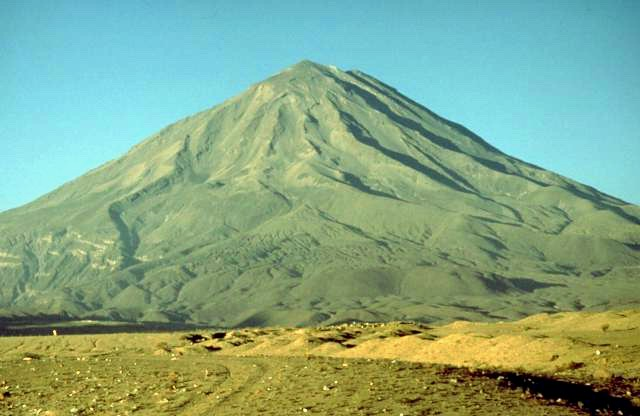
El Misti, 5.822 m (19.101 ft)
- El Toro, 5.830 m (19.127 ft)
- Huascarán, 6.768 m (22.205 ft)
- Jirishanca, 6.094 m (19.993 ft)
- Pumasillo, 5.991 m (19.656 ft)
- Rasac, 6.040 m (19.816 ft)
- Rondoy, 5.870 m (19.259 ft)
- Sarapo, 6.127 m (20.102 ft)
- Seria Norte, 5.860 m (19.226 ft)
- Siula Grande, 6.344 m (20.814 ft)
- Yerupaja, 6.635 m (21.768 ft)
- Yerupaja Chico, 6.089 m (19.977 ft)

- Alpamayo, Peru
- El Misti, Peru

### Venezuela
- Pico Bolívar, 4.981 m (16.342 ft)
- Pico Humboldt, 4.940 m (16.207 ft)
- Pico La Concha, 4.870 m (15.978 ft)
- Pico Piedras Blancas, 4.740 m (15.551 ft)

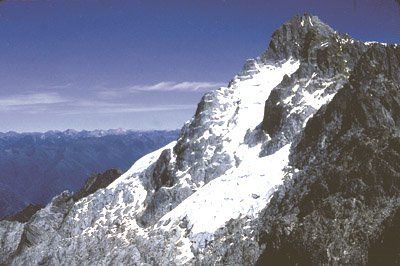
Pico Bolívar, Venezuela